# Diana Pinto

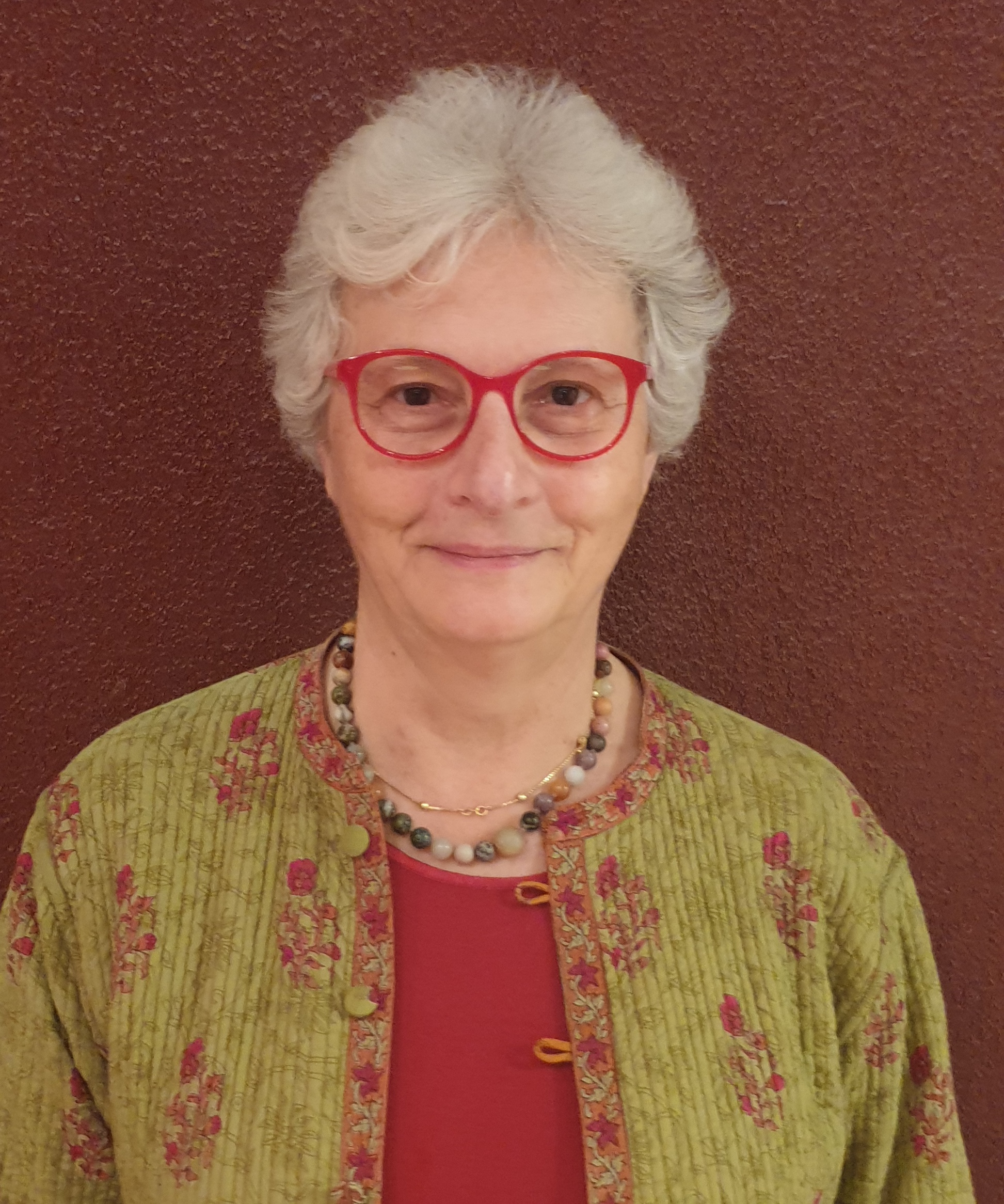
Diana Pinto (2019)

Diana Pinto (* 1949 in Paris) ist eine italienisch-französische Historikerin und Schriftstellerin. Zu ihren Forschungsschwerpunkten gehört die Entwicklung der jüdischen Gemeinschaft in Ost- und Westeuropa nach dem Wendejahr 1989.

## Leben
Diana Pinto entstammt einem italienisch-jüdischen Elternhaus. Sie studierte an der Harvard University und wurde dort zum Ph.D. im Fach Europäische Zeitgeschichte (Contemporary European History) promoviert. In den 1990er Jahren beteiligte sie sich als Beraterin des Europarates an der Entwicklung von Programmen zur Förderung der Zivilgesellschaft in Ost- und Südosteuropa sowie auf dem Gebiet der ehemaligen Sowjetunion.
Pinto war unter anderem Fulbright-Stipendiatin und Fellow am „American Council of Learned Societies“, am Collegium Budapest und am Einstein Forum in Potsdam. Sie gehört dem Vorstand des Londoner „Institute for Jewish Policy Research (JPR)“ an und ist Gründungsmitglied des European Council on Foreign Relations.
Sie ist verheiratet mit dem französischen Politikwissenschaftler, Autor und Publizisten Dominique Moïsi und hat zwei Söhne.

## Wissenschaftliches und schriftstellerisches Werk
Das Werk von Diana Pinto umfasst zahlreiche Veröffentlichungen über transatlantische Themen, italienische und französische Politik sowie jüdisches Leben in Deutschland und Europa seit dem Ende des Kalten Krieges. In ihrem autobiographischen Buch Entre deux mondes (Zwischen zwei Welten) behandelt sie die Frage, wie individuelle Identität im Spannungsfeld unterschiedlicher Kulturen sich entfalten und gelebt werden kann.
International bekannt wurde sie mit der 1996 veröffentlichten, bis heute debattierten These, durch das Zusammenwachsen Europas nach dem Ende des Kalten Krieges könne ein europäisches Judentum (wieder) erstehen, das neben dem israelischen und dem US-amerikanischen Judentum möglicherweise „the third pillar of a world Jewish identity“ (die dritte Säule einer globalen jüdischen Identität) bilden werde.

## Veröffentlichungen
- Contemporary Italian Sociology. A Reader. Cambridge University Press, Cambridge 1981, ISBN 0-521-23738-6
- Entre deux mondes. Édition Odile Jacob, Paris 1991, ISBN 2-7381-0132-1
- Israël a déménagé. Editions Stock, Paris 2012, ISBN 978-2-234-07321-0
  - Israel ist umgezogen. Übersetzung aus dem Französischen Jürgen Schröder. Suhrkamp, 2013
- The Jewish World’s Ambiguous Attitude toward European Integration. In: Sharon Pardo and Hila Zahavi (Hrsg.): The Jewish Contribution to European Integration. Lexington Books, Lanham MD 2019, ISBN 978-1-7936-0319-7